# Waterways
Waterways är en del av en befolkad plats i Australien. Den ligger i regionen Kingston och delstaten Victoria, omkring 27 kilometer sydost om delstatshuvudstaden Melbourne.
Runt Waterways är det mycket tätbefolkat, med 1 463 invånare per kvadratkilometer.. Närmaste större samhälle är Berwick, omkring 19 kilometer öster om Waterways. 
Trakten runt Waterways består till största delen av jordbruksmark. Genomsnittlig årsnederbörd är 1 251 millimeter. Den regnigaste månaden är maj, med i genomsnitt 154 mm nederbörd, och den torraste är januari, med 51 mm nederbörd.